# Tim Sheehy
Timothy Patrick Sheehy (Ramsey, Minnesota, 1985. november 18. –) amerikai politikus, katona, tűzoltó és üzletember, 2025 óta az Egyesült Államok szenátora Montanából. A Bridger Aerospace alapítója, ami légi tűzoltással és erdőtüzek oltásával foglalkozik.
Sheehy Minnesotában született és nőtt fel, 2008-ban végezett a Haditengerészeti Akadémián, amit követően a haditengerészet különleges műveleti szolgálati ágának tagja volt. Sheehy azt nyilatkozta, hogy egy társa egyszer véletlenül meglőtte, miközben Afganisztánban szolgált, amiről később hazudott, hogy védje társait. Hivatalosan 2019-ben hagyta el a hadsereget.
2023-ban bejelentette, hogy indulni fog a republikánus jelöltségért a 2024-es szenátori választáson. A választáson végül legyőzte a hivatalban lévő demokrata szenátort, Jon Testert.